# 卡斯泰尔斯皮纳
卡斯泰尔斯皮纳（義大利語：Castelspina），是意大利亚历山德里亚省的一个市镇。总面积5.47平方公里，人口430人，人口密度78.6人/平方公里（2009年）。ISTAT代码为006054。